# Trobajo del Camino

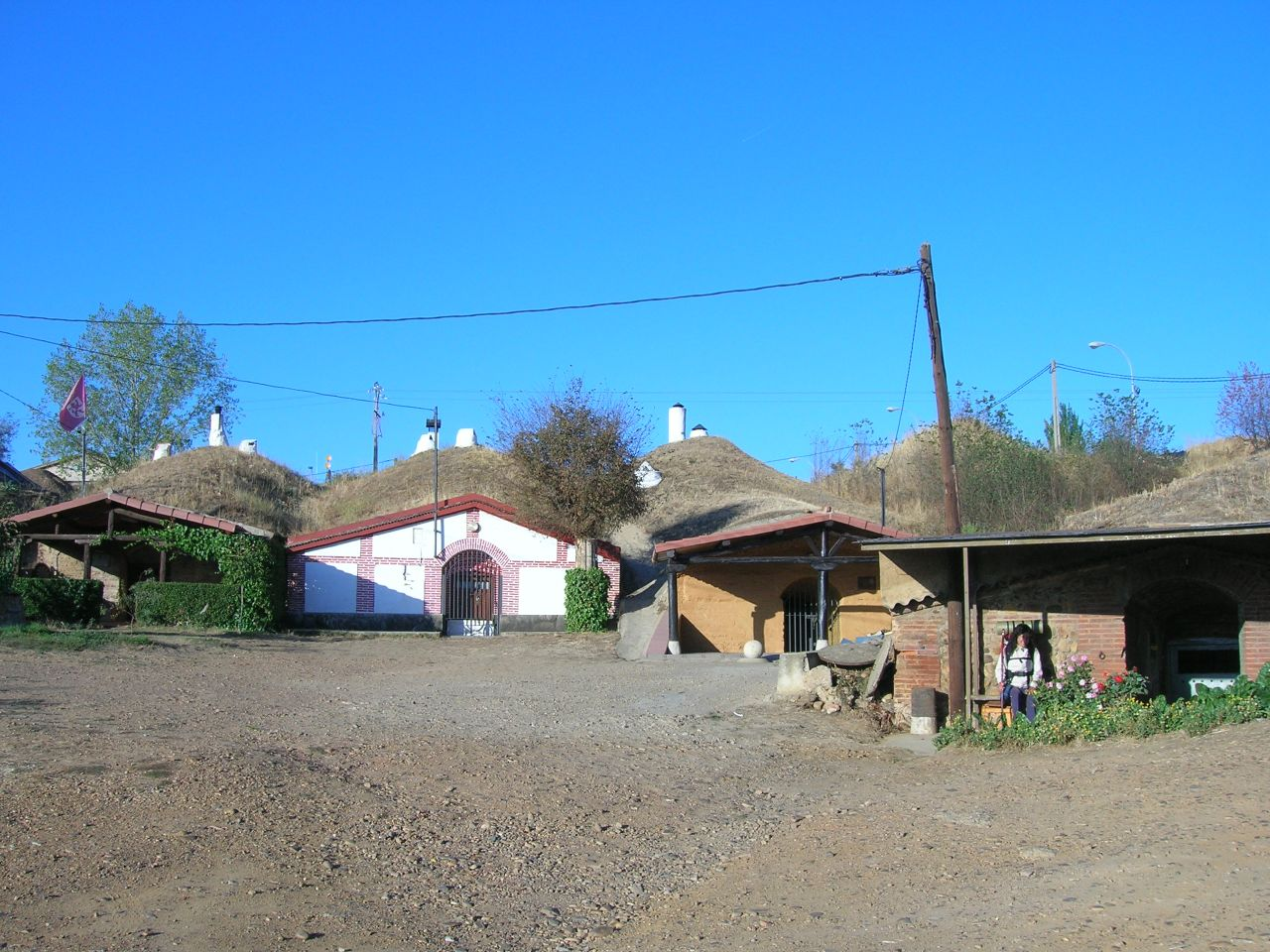
Bodegas in Trobajo del Camino

Trobajo del Camino ein Ort am Jakobsweg in der Provinz León der Autonomen Gemeinschaft Kastilien-León. Administrativ ist er von San Andrés del Rabanedo abhängig und bedingt durch die Nähe zu León der Ort mit der größten Bevölkerungszahl im Municipio.

## Geschichte
Den Namen Trobajo führen drei Ortschaften in der näheren Umgebung: Trobajo del Camino oder „T. de arriba“ (Obertrobajo), Trobajo del Cerecedo oder „T. de abajo“ (Niedertrobajo) und Trobajuelo, Ortsteil von Vega de Infanzones. In mittelalterlichen Urkunden erscheint der Ortsname in den Formen Trepalio, Trebalio, Troballo und schließlich Trobajo. Justiniano Rodriguez erklärt den Namen in seiner Untersuchung über das mittelalterliche Judenviertel Leóns mit einem jüdischen Grundbesitzer des 10. Jahrhunderts namens Jacob Trepalio und dem Namensübergang des von ihm bewohnten „Villa Trebalio“ an diesem Ort auf die Umgebung des Guts.
Trobajo del Camino erlebte durch seine Lage am Jakobsweg den Durchzug tausender Pilger in sehr unterschiedlichen Verfassungen. Für deren Bedürfnisse gab es hier Herbergen, Hospize und Kapellen, die von der örtlichen Jakobsbruderschaft unterhalten wurden. Trobajo versucht, diese Tradition wiederaufzunehmen: Die Jakobskapelle (Ermita de Santiago) wurde wieder geöffnet, das Ortswappen zeigt wieder zwei Jakobsmuscheln, eine Straße wurde in „Calle de los Peregrinos“ rückbenannt und ein Pilgerdenkmal aufgestellt.

## Sehenswertes

### Bodegas
Die Bodegas sind relativ jungen Datums. Sie entstanden mit dem Umbau der Rebkulturen nach der Reblausplage 1888, davor werden sie weder im Kataster des Marques de la Ensenada noch im „Diccionario geografico Madoz“ noch in einer anderen Erhebung erwähnt. Nahezu alle Haushaltes des Ortes besaßen damals eine Bodega, in denen zum privaten Gebrauch Wein hergestellt wurde.
Die Bodega ist mit einer konstanten Temperatur von 8 °C bis 12 °C der ideale Ort zur Weinherstellung und -lagerung. Weiterhin wurden hier Schinken und Würste gelagert und zu geeigneten Anlässen (Kauf oder -verkauf von Vieh oder Produktionsgeräten, Schlachtfest) gefeiert. Dabei wurde ebenfalls das im Vergleich zu den Außentemperaturen angenehme Raumklima sowie die Nähe zu Speise- und Getränkevorräten geschätzt.
Wenn, wie in Trobajo, die Bodega nicht auf dem eigenen Grundstück angelegt werden konnte, suchte man sich einen erhöhten Platz mit etwas Gefälle, um den Bau zu erleichtern. Die Investitionen waren gering, weil die Familien in Eigenarbeit gruben, wenn die Jahreszeit keine anderen Arbeiten an Feld oder Weinberg verlangten. Bezüglich der Bodenbeschaffenheit braucht es lediglich einen festen kompakten Boden mit einer Lehm- oder Tonschicht, die das Wasser von der Bodega abhielt und so jahreszeitliche Bodenveränderungen verhinderte. Die Luftzirkulation wird über senkrechte Schächte sichergestellt, die oberhalb der Bodega enden und wie Schornsteine wirken. Während des Spanischen Bürgerkriegs dienten die Bodegas einzelnen republikanischen Kämpfern als Unterschlupf, aber auch die Guardia Civil nutzte eine der Bodegas als Waffenlager. Beim Verlassen des Ortes über den Jakobsweg passiert man die im Bild dargestellte Gruppe von Bodegas.

### Jakobskapelle (Ermita de Santiago)
Die Jakobskapelle befindet sich an der Straße nach Astorga, sie ist die einzig noch bestehende von ehemals vier Ermitas. 1777 wurde sie über den Resten einer schon existierenden Kapelle erbaut. In der Frontseite ist das Baujahr, ein Jakobskreuz, eine Jakobsmuschel und die vormalige Straßenbezeichnung „Calle Real“ zu erkennen. 1964 wurde die Kapelle saniert und nach 30 Jahren baulich bedingter Schließung wieder der Öffentlichkeit zugänglich gemacht.
An die Ermita angeschlossen war das Pilgerhospiz, das es spätestens ab dem 16. Jahrhundert gab. Es hatte zwei Betten und die zuständige Laienbruderschaft „Compañía de Santiago del lugar de Trobajo“ erhielt für sich die Verpflichtung aufrecht, kranke Pilger auf einer Trage zu den nächstgelegenen Pilgerhospizen nach San Marco (León) oder Virgen del Camino zu tragen. Die Einrichtung wurde aus den Einkünften der Güter in Trobajo, Villabalter, San Andrés und Oteruelo bestritten, die der Bruderschaft gehörten. Das Hospiz wurde geschlossen, als der Bischof Cayetano Antonio Cuadrillero 1785 die Umwidmung der Gelder für Betreuung der Pilger und Gemeindemitglieder zugunsten von Armenhäusern, Schulen und geistlichen Seminaren anordnete.
Im Inneren der Ermita befindet sich eine Figur des Santiago Matamoros, die in den Jahren 1777 und 1778 im Auftrag der Laienbruderschaft gefertigt wurde. Die Kosten betrugen 500 Reales. 1930 bis 1964 war die Figur in der Kirche untergebracht, nach der Restauration kehrte sie an ihren ursprünglichen Platz zurück. Sie wird jedes Jahr anlässlich des Jakobstages in einer Prozession durch den Ort getragen.

### Johanneskirche (Iglesia de San Juan Bautista)
Die Ursprünge der Kirche sind in den Gründungsjahren des Ortes gegen Ende des 10. Jhs. zu suchen: für diese Zeit werden drei Kirchen erwähnt: Sankt Peter geweiht, dem heiligen Paul und Johannes dem Täufer. Von den erstgenannten blieb keine erhalten. Die heutige Kirche wurde zwischen 1794 und 1801 unter dem Pfarrer Lázaro Avecilla y Hordás errichtet, dahinter befand sich bis in die 1970er Jahre der Friedhof von Trobajo, danach wurde der in den höheren Teil des Ortes auf eine ehemalige Kuhweide verlegt.
Im Inneren gibt es ein Gemälde aus dem 18. Jh. sowie eine silberbekrönte Renaissancedarstellung der Virgen del Rosario aus dem 16. Jh. Das Altarretabel ist mit Darstellungen der Heiligen Peter und Paul und der Anbetung im Garten aus dem 16. Jh. gestaltet. Ein hier befindliches wertvolles Goldkreuz entwendeten die napoleonischen Truppen.
Die zwei Glocken der Kirche wurden 1989 in Valencia gegossen und sind Johannes dem Täufer sowie Josef und Mario geweiht.

## Fiestas
- Jakobstag, 25. Juli, bis Ende des 20. Jhs. wurde der Johannistag gefeiert.